# 武士の一分
『武士の一分』（ぶしのいちぶん）は、2006年製作の日本映画。主演は木村拓哉。
原作は時代小説『盲目剣谺返し』（『隠し剣秋風抄』収録、藤沢周平作）。山田洋次の監督による『たそがれ清兵衛』『隠し剣 鬼の爪』と並ぶ、「時代劇三部作」の完結作。興行収入は40億円を超え、松竹配給映画としての歴代最高記録（当時）を樹立した（後に、『おくりびと』がこの記録を更新）。第57回ベルリン国際映画祭のパノラマ部門オープニング作品、特別部門に選出された。

## あらすじ
幕末時代の海坂藩。優れた剣技を生かされることなく毒見役の職を務める小侍の三村新之丞は妻・加世と慎ましくも幸せに暮らしていた。新之丞は立身出世に関心はなく、早々に隠居し、子供向けの剣術道場を開くことを夢見ていた。そんなある日、いつも通り毒見を終えた新之丞は直後身体の異常を訴えながら倒れてしまう。城内は藩主の暗殺未遂の疑いで騒然となるが、原因は赤つぶ貝の貝毒と判明（つぶ貝は唾液腺に毒があり、本来はその唾液腺を取り除くべきだが、この時代はつぶ貝のどこに毒があるのか不明であり、季節によっては猛毒を含むと証明されていた）。城内は落ち着きを取り戻したものの、広式番の作之助は責任を取らされ切腹の運びとなる。三日後に意識を取り戻した新之丞は、己の目が光を失っていることに気がつく。加世は医師の玄斎を頼るが、彼は「新之丞の目はもう治らない」と告げる。
中間の徳平を脅しつけて玄斎の言葉を聞き出した新之丞は激しく取り乱すが、それでも加世は献身的に支え続ける。一方で、加世の一族・滝川家が集まり三村家の今後が話し合われる中、海坂藩番頭の島田藤弥が加世の顔見知りであったことから、面々は島田に取り成してもらうように加世に頼み込む。その後、海坂藩から三村家の30石安堵が伝えられ、戸惑いながらも新之丞は生活を建て直してゆく。そんなある日、加世が不在の折に叔母・以寧から「夫・東吾が、加世が他の男と一緒にいるところを見た」という話を聞かされる。叔母の話を一蹴したものの、疑念が募った新之丞は徳平に命じて加世を尾行させる。徳平が着いていたことに気が付き観念した加世は自ら「家禄安堵の約束とともに島田に手篭めにされ、さらに脅されて二度身体を委ねた」と新之丞に告白する。武士としての矜持を傷つけられ激怒した新之丞は直ちに加世を離縁してしまう。
しかし、新之丞の屋敷を見舞った同僚の加賀山は「家禄の安堵は藩主の温情からもたらされたものであり、己の出世にしか興味のない島田は何一つ足労していない」との真実を語る。結果、家禄を餌に島田が加世を騙して弄んだことを悟った新之丞は自らの「武士の一分」として島田に挑むことを決意する。新之丞は剣術の師・木部孫八郎の元を訪れて鈍った腕を叩き直すと、徳平を通じて島田に果し合いを申し込む。新陰流の免許を持つ島田であったが、眼の見えぬはずの新之丞相手に大きく苦戦する。策を弄して新之丞に奇襲を図る島田に対し、新之丞は孫八郎からの口伝をもとに見事島田に一太刀を浴びせた。左腕を斬り潰されて倒れ伏す島田をよそに徳平に支えられながら新之丞は帰路につく。後日、新之丞の元を訪れた加賀山は、島田が何者かによって斬られて屋敷に運び込まれたことと、下手人の名を明かさぬまま「武士の一分」として切腹して果てたことを新之丞に伝える。かねてより多方より恨みを買っていた島田が誰に斬られたのか藩庁もまともに調べる気はなく、ましてや盲目の新之丞が疑われることはないまま全ては闇に埋もれた。
復讐を果たした新之丞だったが、あとには何も残らなかった。去り際の加賀山に、愛玩していた小鳥のつがいの片割れが死んでいることを教えられた新之丞は、残されたもう一羽を放ち、鳥籠を焼き捨てる。激情に任せ加世と離縁したことをひたすらに後悔するも、加世の行方はわからぬままだった。だがある日の夜、徳平の紹介により新たにやってきた飯炊き女の料理を口にした新之丞はその味に記憶を揺さぶられる。渋る徳平を怒鳴りつけて半ば無理矢理に呼びつけた飯炊き女に、新之丞は茶碗を差し出し、かつて加世に命じたように湯漬けにするよう所望する。「なぜわかったのか」と問いかける飯炊き女に対し、新之丞は「この味を忘れるわけがない」と告げ、飯炊き女に身をやつした加世の手を、二度と離さぬかのように両手で押し包むのであった。

## キャスト
- 三村新之丞：木村拓哉
- 三村加世：檀れい
- 徳平：笹野高史
- 波多野東吾：岡本信人
- 滝川つね：左時枝
- 滝川勘十郎：綾田俊樹
- 波多野以寧：桃井かおり
- 木部孫八郎：緒形拳
- 山崎兵太：赤塚真人
- 加賀山嘉右衛門：近藤公園
- 藩主：歌澤寅右衛門
- 玄斎：大地康雄
- 樋口作之助：小林稔侍
- 島田藤弥：坂東三津五郎

## スタッフ
- 監督：山田洋次
- 脚本：山田洋次、平松恵美子、山本一郎
- 音楽：冨田勲
  - 尺八：藤原道山　琵琶：坂田美子　笙：宮田まゆみ
- 撮影：長沼六男
- 美術：出川三男
- 録音：岸田和美
- 編集：石井巌
- 照明：中須岳士
- 衣装：黒澤和子
- 装飾・小道具：小池直実、北村陽一、うてなまさたか、森谷美千代
- 監督助手：花輪金一、森宏治、平松恵美子、前原康貴、中里洋一、日置珠子、阿部智大
- 製作担当：斉藤朋彦、峰順一
- 音響効果：帆苅幸雄
- 音楽編集：浅梨なおこ
- 殺陣・所作：久世浩
- 光学録音：東京テレビセンター
- 音楽制作：松竹音楽出版
- 録音スタジオ：松竹サウンドスタジオ
- リーレコ：東宝サウンドスタジオ
- 美術協力：東宝映像美術、高津装飾美術
- 現像：東京現像所
- プロデューサー：深澤宏、山本一郎
- ロケ協力：鶴岡市、川根本町、白河市、小田原市　ほか
- 製作委員会：松竹、テレビ朝日、住友商事、博報堂DYメディアパートナーズ、日本出版販売、J-dream、読売新聞、TOKYO FM、Yahoo! JAPAN、マガジンハウス、朝日放送、メ〜テレ
- 製作協力：松竹京都映画
- スタジオ：東宝スタジオ[注 1]
- 製作プロダクション：松竹株式会社映像企画部

## 作品の特色
全編にナレーションが入るという異例の構成になっており（オープニングタイトル含む）、視覚障害者でもそのまま作品を堪能することもできる異色作である。

## 受賞歴
- 第30回日本アカデミー賞[3][4]
  - 優秀作品賞
  - 優秀監督賞
  - 優秀脚本賞
  - 優秀主演女優賞
  - 最優秀助演男優賞
  - 優秀助演女優賞
  - 優秀音楽賞
  - 最優秀撮影賞
  - 優秀美術賞
  - 優秀録音賞
  - 最優秀照明賞
  - 優秀編集賞
- （木村拓哉は、事務所の方針により日本アカデミー賞主演男優賞、ブルーリボン賞主演男優賞のノミネートを辞退）
- 第25回ゴールデングロス賞 日本映画部門優秀銀賞[5]
- 第7回 映像技術賞
  - 長沼六男（撮影）
  - 中須岳士（照明）
- 第61回毎日映画コンクール
  - 男優助演賞（笹野高史）
- 第80回キネマ旬報ベスト・テン
  - 日本映画ベスト・テン第5位[6]
  - 読者選出日本映画ベスト・テン第3位
  - 助演男優賞（笹野高史）
- 第20回 日刊スポーツ映画大賞
  - 主演男優賞（木村拓哉）
  - 助演男優賞（笹野高史）
  - 石原裕次郎賞（山田洋次）

## 文献
- 『隠し剣秋風抄』藤沢周平、文藝春秋、1981年 ISBN 4163063102